# ألان كون (لاعب كرة قدم)
ألان كون (بالدنماركية: Allan Kuhn)‏ (2 مارس 1968 في الدنمارك - ) هو مدرب كرة قدم ولاعب كرة قدم دانمركي في مركز الوسط. شارك مع منتخب الدنمارك تحت 19 سنة لكرة القدم. أما مع النوادي، فقد لعب مع فيدوفري ونادي أورغريته ونادي بولدكلوبين 1903 ونادي لينغبي.

## وصلات خارجية
- ألان كوهن على موقع قاعدة بيانات كرة القدم.إي يو (الإنجليزية)